# Ergotimos

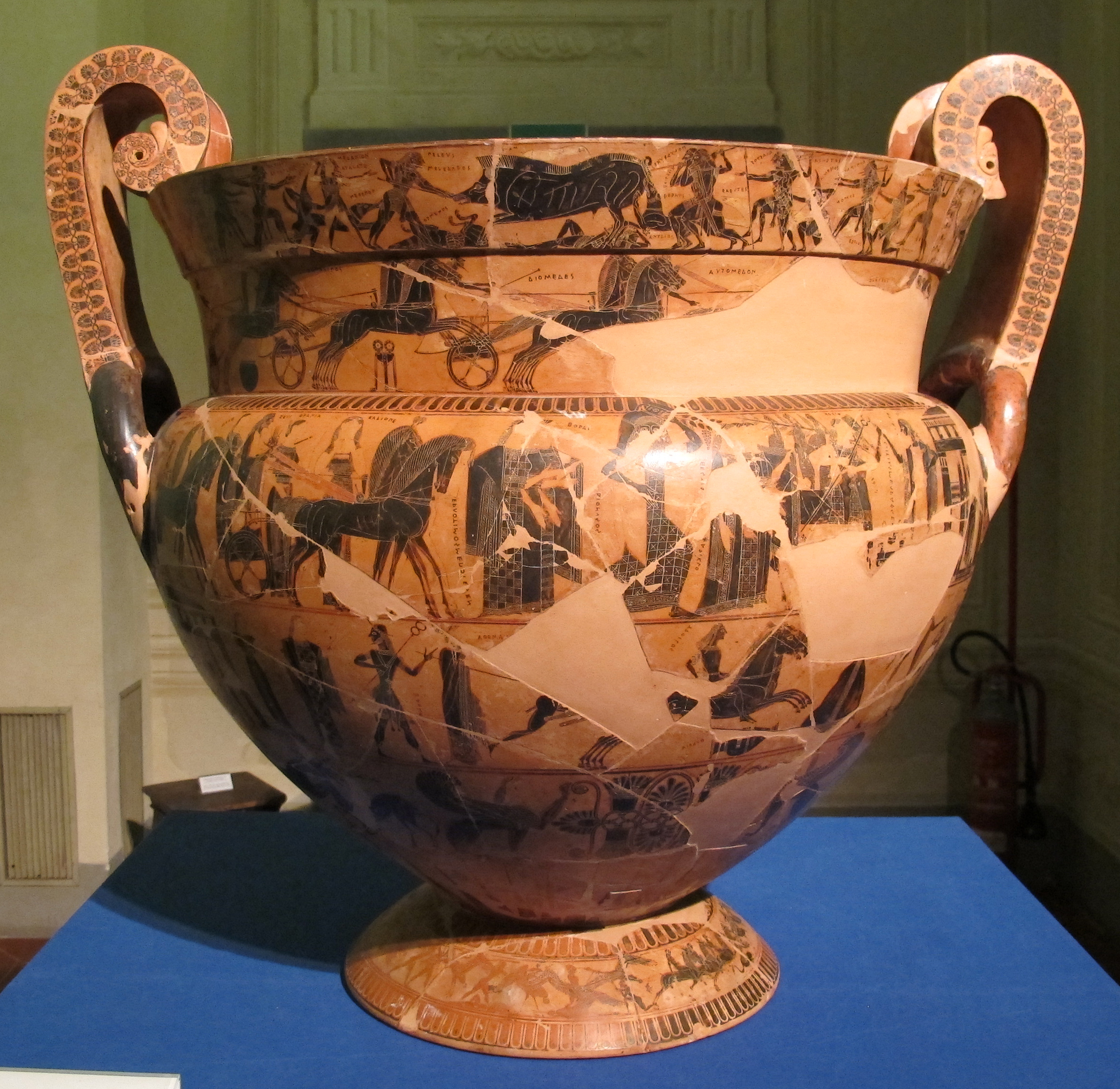
Waza François

Ergotimos (gr. Έργότιμος) – starożytny grecki garncarz żyjący w końcu VI wieku p.n.e. najprawdopodobniej w Atenach. Najbardziej znanym dziełem Egrotimosa jest attycki krater wolutowy tzw. Waza François.

## Literatura
- John D. Beazley, Attic Black-Figure Vase-Painters, Oxford 1956, S. 76-80.